# 酢

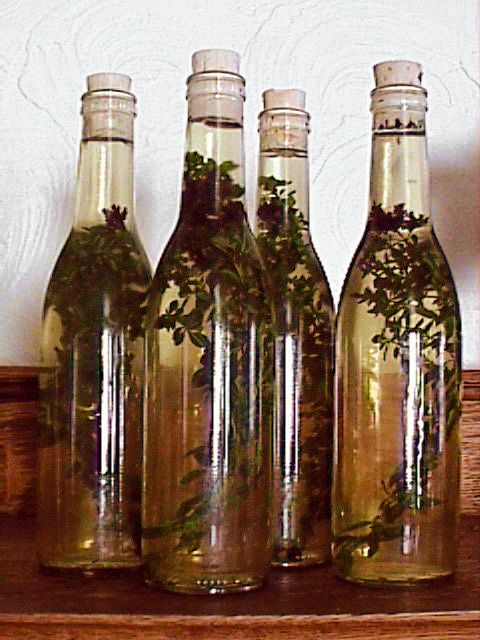
ハーブの入った酢。

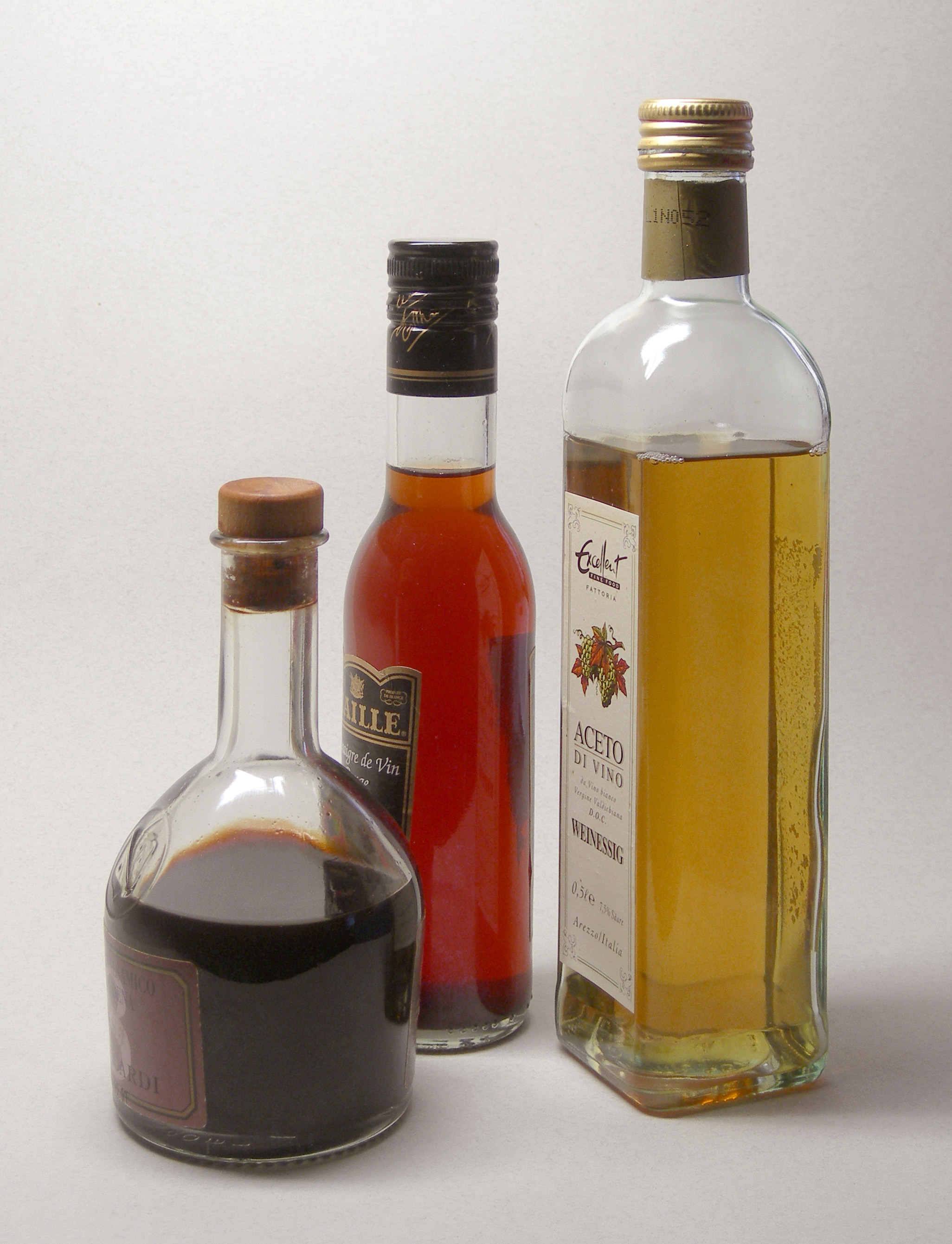
バルサミコ酢とワインビネガー。

酢（す、醋とも酸とも書く、英: vinegar）は、酢酸を3 - 5%程度含み酸味のある調味料。

## 概要
穀物や果実を原料にした醸造酒を、酢酸菌（アセトバクター属）で酢酸発酵して得る。酢酸以外に、乳酸、コハク酸、リンゴ酸、クエン酸などの有機酸類やアミノ酸、エステル類、アルコール類、糖類などを含むことがある。
殺菌や防腐を目的としても使われる。
乳酸の酸解離定数(pKa)は 3.8、酢酸の酸解離定数(pKa)は 4.8。酢酸は細胞膜の脂質二重層を濃度に依存して通過し、細胞内で水素イオンを放出してpHを低下することで活性を下げて抗菌作用を生じる。

## 名称
フランス語で酢を意味する vinaigre は vin aigre （酸っぱいワイン）に由来し、お酒が酸っぱく変化したものを意味する。
1979年6月8日に「食酢の日本農林規格」 が公示され、日本農林規格(JAS)での呼称は食酢（しょくす）となった:7。

## 歴史
食酢は「人類が作り出した最も古い調味料」とされる。紀元前5000年頃のバビロニアに記録があり、ナツメヤシや干しブドウを原料とする食酢が醸造されていた。

### 西洋料理と酢
紀元前4000年頃にはワインやビールから酢を造りピクルスを漬けた記録が残される。古代ローマで水に酢を加えた清涼飲料水「ポスカ」が飲まれていた。
かつての家庭はワインが自然に変化するのを待ち酢を得たが、近世は17世紀のフランスで床の上にブドウの蔓を敷いてワインをかける手法、18世紀のオランダでヘルマン・ブールハーヴェが滴下方式、19世紀にルイ・パスツールがオルレアン製法、などが考案され、現代の工業生産方式に応用された。

### 日本料理と酢
日本で食酢の醸造が始まったのは4～5世紀頃で、中国から酒の醸造技術とともに米酢の醸造技術が伝来した。律令制は、造酒司が酒・醴とともに酢を造り、酢漬けや酢の物、膾の調理に用いた。
酢は寿司の歴史とも大きく関係している。寿司の原点は一年以上かけて乳酸発酵させる熟れ鮓（なれずし）だったが、江戸時代になって米酢を加えて発酵を早めた早鮨が登場した。しかし、当時、米や麹を原料とする米酢は大変高価であったため、世界初の酒粕を原料とする酒粕酢（粕酢）が造られるようになった。

## 製法

### 西欧
西欧における酢の製造法で最も古い方法はオルレアン製法で、希釈したワインを空間を残して樽に詰め、酢酸菌膜を加えて緩やかに発酵させる。定期的に出来た酢を抜き、新しくワインを継ぎ足す。現代的な製造法に比べ空気に触れる部分が少ないため時間が掛かるが、芳醇な香りの酢ができる。他の製造方法として、18世紀に発明された滴下方式と、より現代的な液中培養方式がある。滴下方式は多孔質の素材に酢酸菌を付着させ、そこにワインを繰り返し注ぎ効率よく酢酸菌を働かせる方法である。液中培養方式はタンク内で曝気した醸造酒に菌を入れて発酵を促す方法で、24 - 48時間でエタノールを酢酸に変えている。いずれの方法でも、製造後は低温加熱処理で残った細菌を殺菌する。高級な酢はその後に熟成期間をかけ、風味やまろやかさを醸す。

### 現代
穀物や果実を出芽酵母 S.cerevisiae によりアルコール発酵させ原料醪を生産し、醪に酢酸菌を添加し食酢が生産される。表面発酵では酸度が 4〜6% 程度になり、通気撹拌させる「深部通気発酵」では酸度が5〜20% の食酢となる。

## 食酢の分類と名称

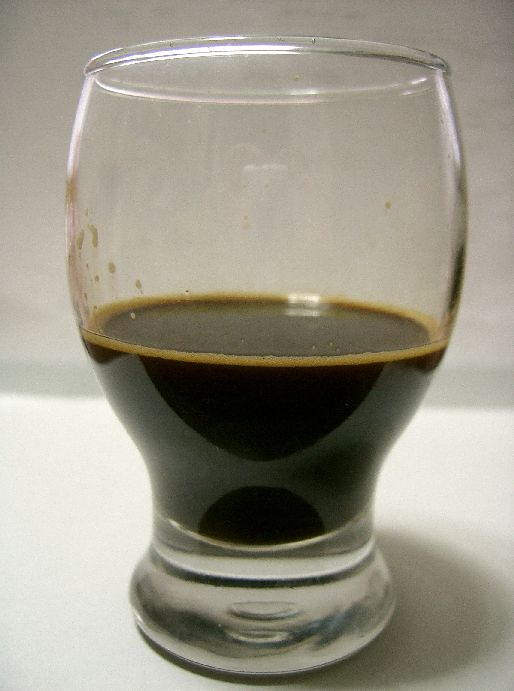
鎮江香醋という黒酢。色も風味も濃い。

* および ** はJAS「食酢品質表示基準」 に準拠し、表示は ** の名称を用いる。詳細は同基準を参照のこと。
- 醸造酢*（広義）
  - 穀物酢*（広義） - 穀物の使用量が40g/l以上のもの（粕酢、麦芽酢など）。
    - 米酢（よねず）** - 穀物酢のうち、米の使用量が40g/l以上のもの。
    - 米黒酢** - 穀物酢のうち、米（糠を完全に取っていないもの）使用量が180g/l以上のものであり、褐色または黒褐色をしたもの。小麦、大麦を含んでもよい。黒酢。
      - 黒酢（香醋（こうず）とも） - もち米を醸造し、モミ殻を加えて発酵させた、中国産のものを指すことが多い。現在では健康食品として流通している側面がつよい。

    - 大麦黒酢** - 穀物酢のうち、大麦のみを使用し、その使用量が180g/l以上のもの。色は褐色または黒褐色。麦芽酢。モルトビネガー。
    - 穀物酢**（狭義） - 米酢、米黒酢、大麦黒酢のいずれでもない穀物酢。
      - 粕酢 - 酒粕を原料とした酢。その色から赤酢とも呼ばれる。かつては握り寿司の酢飯の材料として一般的だったが、戦後の物資不足と黄変米事件が原因であまり一般には流通しなくなった。米を直截の原料としていないため、表示名称は穀物酢となる。
      - ハトムギ酢 - 健康食品として流通。
      - きび酢 - サトウキビを原料とした酢。鹿児島県奄美地方で作られる。カリウムが極めて少なく、ミネラルを豊富に含む。また、他の酢に含まれないビタミンCを含む。

  - 果実酢*（広義） - 果実の搾汁の使用量が300g/l以上のもの。
    - リンゴ酢** - 果実酢のうち、リンゴの搾汁の使用量が300g/l以上のもの。シードルビネガー cidre vinegar
    - ぶどう酢** - 果実酢のうち、ぶどうの搾汁の使用量が300g/l以上のもの。ワインビネガー。
      - バルサミコ酢 - イタリア産の高級ぶどう酢。伝統的手法で造られる。

    - 果実酢**（狭義） - りんご酢、ぶどう酢のいずれでもない果実酢。
      - 柿酢 - 本来は、熟した柿の実をつぶし、放置して自然発酵させたもの。
      - 梅酢 - 古代中国では梅から梅酢を作り料理や傷の消毒など治療、鍍金など広い用途で利用していた。現在日本で食される梅干は元来その副産物である。ほかにも李や杏で代用した。

  - 醸造酢**（狭義） - 穀物酢、果実酢のいずれでもない醸造酢。
- 合成酢** - 氷酢酸または酢酸を水で薄め、砂糖類、酸味料、うま味調味料等で味を調えたもの。日本では沖縄県のみで酸度の高いものが常用される。また醸造酢等と混合した物は全国で使われている。
- 蒸留酢 - 麦芽酢などを蒸留し、揮発性物質よりつくったもの[13]。
  - 濃縮酢 - 食酢の水分を凍結させ、遠心分離してつくったもの[13]。

## 調理

### 調理上の効果
料理に酸味を加えるのに広く使われる。また、鶏肉などを茹でるときに煮汁に酢を加えると、肉が柔らかく骨から分離し易くなる。これは、酢の酸が骨と筋肉をつなぐ結合組織(コラーゲンやエラスチンから成る)に作用し、加熱によって変性したコラーゲンを溶出させるためである。また、酢によって酸性になることによって、水分の保持量が上がり、筋肉に内在する酸性プロテアーゼが活性化することによって肉は柔らかくなる。
骨付きの肉や魚、貝殻付きの貝などを酢とともに調理することによって、骨や貝殻のカルシウムを溶出させることができ、カルシウムの摂取に役立つ。

### 食酢を用いた料理
- 酢蛸
- 酢飯
- 酢漬け
- ピクルス
- ソリャンカ
- マリネ
- 酢豚
- サワー

## 健康
食事とともに食酢を摂取すると血糖値の上昇を抑制する効果が、食酢を摂取すると血圧の上昇を抑制する効果がそれぞれ確認され、レニン-アンジオテンシン-アルドステロン の関与が報告された。
また、食酢の摂取は脂肪の燃焼を促進し肥満の予防に効果があるともいわれている。
メタボリック症候群の改善や美容などを目的とした飲む酢（ドリンクビネガー）もある。ただし食酢はpH3.1程度であり、原液を毎日飲用することは歯を溶かす酸蝕症の原因となる。歯のエナメル質に影響を与えにくいpH5.5以上にするためには25倍以上の水による希釈か塩基性物質の添加が必要である。
酢の欠点は、漬物を作るために使用されると、健康な善玉菌の増殖を妨げることである。

## 用途
薬
中国、中東、ギリシャでは、消化を助け、傷の殺菌、咳の治療に用いられた。その他、研究によっては健康上の利点となる効果も示唆されている。ハブクラゲなどの刺胞の働きを弱める効果があるが、それ以外の多くのクラゲでは逆効果となる場合がある。
また、ピクルス液とすることで、食物の長期保存を可能としている。
それ以外にも、除草剤として用いられた。
掃除
掃除に用いることで、家庭内の病原菌を殺菌することができる。

## 雑記

### 有機化学
1847年にドイツ人化学者ヘルマン・コルベが最初に無機物から酢酸を合成すると、酢酸に関係するとされた有機化合物は関連名称が付された。ラテン語で酢を意味するacetoは、酢酸の英語名であるacetic acid、アセトアルデヒド（acetaldehyde）、アセトン（acetone）などの名称の語源となっている。

### 農耕
日本では種子消毒用の特定防除資材の特定農薬として登録される。

### 迷信
サーカス団は地方巡業の際に食料を一度に大量購入するが、その中に疲労回復のための飲料としての酢も含まれることがある。それを見た部外者が誤解して、「あんなに大量の酢を飲むから、サーカス団員は身体が柔らかい」との噂が広まった。古来から南蛮漬けなどにした魚の骨が酢の作用によって柔らかくなる、前述のように肉を酢に漬け込むと柔らかくなることもこの説が長く信じられる一因となった。柔軟性は靱帯の可動域を拡張すると高まり、酢の飲用に左右されない。酢の過剰摂取で骨が脆くなるという論は、酸の緩衝作用で骨細胞中カルシウムは流出が抑制され、成立しない。

## 製造事業者
- ヤマブキ有限会社（北海道）
- 横井醸造（東京）
- 健康医学社（東京）
- 私市醸造（千葉）
- キユーピー醸造
- 石山味噌醤油（新潟）
- とば屋酢店（福井）
- 内堀醸造（岐阜）
- 近藤酢店（静岡）
- ミツカン（愛知）
- 日本自然発酵知多（愛知）
- 三井酢店（愛知）
- 盛田（愛知）
- 川上酢店（愛知）
- MIKURA (三重)
- 山二造酢 (三重)
- 飯尾醸造（京都）
- 村山醸造酢（京都）
- 近藤造酢（大阪）
- タマノイ酢（大阪）
- ミヅホ（奈良）
- マルカン酢（兵庫）
- キング醸造（兵庫）
- 大興産業（岡山）
- お多福醸造（広島）
- 尾道造酢（広島）
- マルボシ酢（福岡）
- 宇都醸造（鹿児島）
- 川添酢造（長崎）
- 大山食品（宮崎）

## 博物館施設
- MIZKAN MUSEUM （愛知県半田市） - 日本で唯一の酢の総合博物館